# 1988년 뉴욕 영화 비평가 협회상
제54회 뉴욕 영화 비평가 협회상은 1988년 영화를 대상으로 하는 시상식이다.

## 수상 및 후보

### 작품상
- 우연한 방문객

### 감독상
- 월드 아파트 - 크리스 멘지스 수상

### 각본상
- 19번째 남자 - 론 쉘톤 수상

### 여우주연상
- 어둠 속의 외침 - 메릴 스트립 수상

### 남우주연상
- 데드 링거 - 제레미 아이언스 수상

### 여우조연상
- 버드 - 다이안 베노라 수상

### 남우조연상
- 마피아의 아내 - 딘 시톡웰 수상
- 터커 - 딘 시톡웰 수상

### 촬영상
- 베를린 천사의 시 - 헨리 알레칸 수상

### 다큐멘터리상
- 파출소장 미스터 빈

### 외국영화상
- 신경쇠약 직전의 여자